# C-87 (航空機)
コンソリデーテッド C-87
リベレーター・エクスプレス
C-87 リベレーター・エクスプレス（1942年）
- 用途：輸送機
- 製造者：コンソリデーテッド・エアクラフト
- 運用者：アメリカ陸軍航空軍、イギリス空軍
- 生産数：287機
- 運用開始：1942年

コンソリデーテッド C-87 リベレーター・エクスプレス（Consolidated C-87 Liberator Express）は、第二次世界大戦中にアメリカ陸軍航空軍（USAAF）向けに生産されたB-24 リベレーター重爆撃機から派生した輸送機である。B-24と並行して合計287機のC-87がフォートワースのコンソリデーテッド社の工場で生産された。改装された元C-87は、USAAFの航空機関士訓練用のAT-22、アメリカ海軍のVIP輸送用のRY、イギリス空軍のVIP輸送用のリベレーター C.IXの基となった。

## 設計と開発

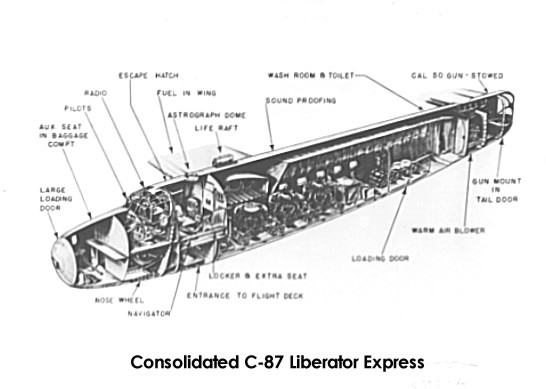
C-87 リベレーター・エクスプレスの内部構造

C-87は当時USAAFの輸送機として最も幅広く使用されていたC-47 スカイトレインよりも長い航続距離と優れた高高度性能を有した大型の貨物と人員輸送機への要求に応じて1942年初めに急きょ設計された。
最初の試作機XC-87は、1943年2月17日にツーソン飛行場の#2滑走路で墜落して破損したB-24D（シリアルナンバー：42-40355）を基に改装したものであった。この事故では旅客として搭乗していたコンソリデーテッド社の従業員6名が死亡し、その他数名が負傷した。
この試作機は、銃塔やその他武装の撤去と共に爆弾倉に床板を通し、貨物用に強化した床を備えるといった様々な改造が施されて輸送機仕様に改装された。B-24のガラス張りの爆撃手席は機体前方からの荷物の積み下ろしができるようにヒンジで開く金属製の覆いが取り付けられ、尾翼の直ぐ前の胴体左側に貨物用ドアが追加され、胴体側面に1列の窓が設けられた。
C-87は貨物の代わりに人員輸送用に取り外し可能な座席と荷棚か担架を装備することができ、最終仕様のC-87は20から25名の乗客か12,000 lbsの貨物を搭載可能であった。戦時の生産能力によるボトルネックと部品の不足のために多くのC-87には戦闘任務用のB-24に装着されたものよりも低ブースト圧で出力の小さなターボチャージャーが取り付けられ、それに応じて上昇限度や上昇率は悪化していた。

### C-87A VIP輸送機
1942年と1943年に数機のC-87に遮音材、クッション入りの座席、隔壁やその他の快適装備が追加されてVIP用の豪華旅客輸送仕様に改装された。この改装された機体には16名の乗客が搭乗することができ、C-87Aと命名された。特にシリアルナンバー41-24159の機体は1943年に大統領のフランクリン・ルーズベルトの海外渡航のための大統領使用機「Guess Where II」へと特別に改装された。これが受け入れられれば最初の大統領執務に使用される機体、いわゆるエアフォースワンになるはずであったが、シークレットサービスが就役中のC-87の議論のある安全性に関する記録を精査した後で「Guess Where II」を大統領の移動に使用することをきっぱりと断った。「Guess Where II」はエレノア・ルーズベルトの数度のラテンアメリカ諸国への慈善旅行に使用された。

## 運用の歴史

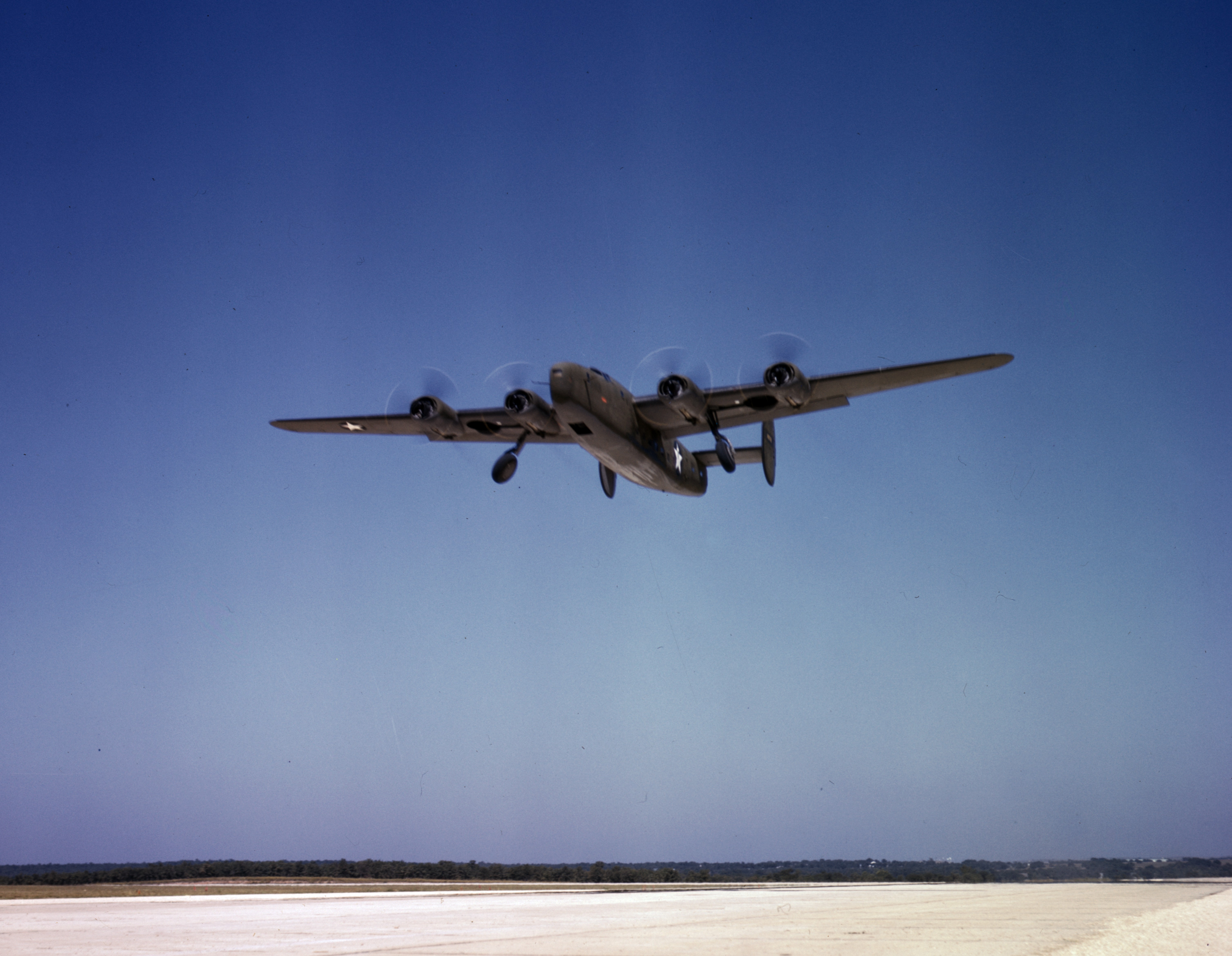
フォートワースのコンソリデーテッド社から試験飛行に離陸するC-87 リベレーター・エクスプレス（1942年10月頃）

ほとんどのC-87はアメリカ航空輸送軍団により運用され、アメリカの民間航空会社出身の民間の搭乗員の手で飛行した。これらは当初C-47では長距離過ぎて飛行不可能な大洋横断航路に使用され、1942年の日本のビルマ侵攻後にはヒマラヤ山脈を横断する危険な航路でインドからアメリカや中国の勢力へ戦争物資を空輸する「"ハンプ越え"」に使用された。この航路が確立されるとC-87は大搭載量でこの航路を飛行するのに十分な高高度性能を有するアメリカの手持ちの中では唯一の輸送機となった。
C-87は数多くの問題に悩まされ、搭乗員達の間では悪評の高い機体であった。アーネスト・K・ガンは著書の『Fate is the Hunter』の中で「そいつらはその外観以外はかなり有能なB-24とは似ても似つかない悪魔的にやっかいなキカイだった。」と述べている。不満は扱いにくい操縦系統の配置、多発するエンジンの不具合、油圧漏れ、離着陸中に不意にコックピット内の電気系統が落ちる傾向にあるといった辺りに集中していた。搭載量が大の場合の上昇が緩慢で、インドや中国の未整備で水浸しの飛行場から離陸するときは危険な特性を示し、多くの機体が離陸後間もない地表との衝突で失われた。アーネスト・K・ガンの著作ではタージ・マハルの近くで地面に衝突しそうになった大搭載量のC-87について詳細に述べられている。C-87の長距離飛行用予備燃料タンクは即席で繋がれた上に漏れがちな配管は搭乗員達のキャビンと交差しているため搭乗員達は有害な気化したガソリンで窒息しそうになり、引火爆発の危険性もあった。またC-87は飛行中の着氷に見舞われた場合に回復不可能な失速やスピンに陥る傾向にあり、正確な天気予報がでるようになる（ガンが言うには「1杯のハイボールを冷やす氷も届けられない程・・・」）以前の時代にはヒマラヤ山脈上空でしばしばこの状況が発生した。
C-87は不適切な貨物の積載により飛行中に重心が変わった場合に不安定にもなった。この縦方向の不安定さはこの機体が即席で爆撃機から輸送機へ改装されたことに起因していた。初めから積載貨物の前方や後方への偏りに余裕を持たせた隣接する貨物室を有するように設計される普通の輸送機とは違い、B-24の設計に組み込まれた爆弾架や爆弾倉は位置が固定されていて不適切な積載に対する許容度が非常に限られていた。戦時の緊急性とアメリカ陸軍航空軍航空輸送軍団のC-87の特性に合わせたロードマスター教育の失敗により、この問題の大きさに拍車がかけられた。爆撃機としての設計を根本に持つことは、頻繁に発生した首脚の折損の原因となっていたと考えられる。首脚の強度はこの機が整地された飛行場に着陸する前の飛行中に積載物を投棄することを前提にして適切なものとされており、荷重がかかった状態で繰り返し荒れた未整備の滑走路にハードランディングを行うには不十分であることが証明された。
C-87の第一線の輸送機としての任務は、似たような性能と高い信頼性、より良好な飛行特性を併せ持つダグラス C-54 スカイマスターやカーチス C-46 コマンドーに急速に取って代わられた。残存するC-87はVIP輸送機や飛行搭乗員の訓練用機に改装されるか、幾機かはイギリス空軍へ売却された。

## 各型

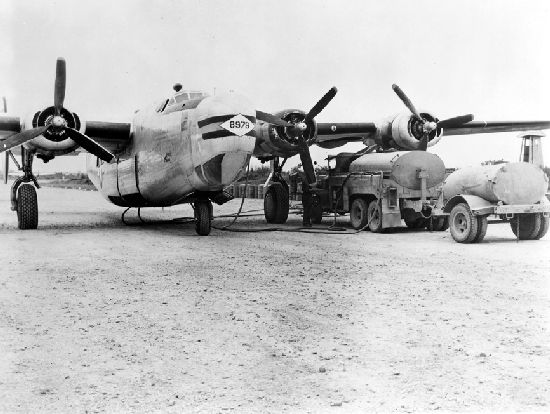
燃料を荷下ろし中のC-109 燃料輸送機

XC-87
試作機。B-24Dより1機改造。
C-87
USAAF向けの乗客25名分の座席を備えたB-24Dの輸送機仕様。278機製造。このほか1機のLB-30（イギリス空軍型リベレーターMk.1、AM927）が事故で引き渡されずUSAAF所有となり、C-87と同じ改修が施されて輸送機となっているが、シリアルナンバーはイギリス空軍仕様のAM927のままでありC-87の機数には含まれていない。
C-87A
乗客16名分のVIP輸送仕様。3機がUSAAF向け、3機がRY-1としてアメリカ海軍向け。
C-87B
武装仕様の提案型。製造されず。
C-87C
RY-3のUSAAF向けの提案型。名称は使用されず。
XC-109
燃料輸送機使用の試作型。B-24Eより1基改造。
C-109
2,400ガロン分の燃料を搭載する6つの追加タンクを取り付けた燃料輸送機仕様。B-24各型より計208機が改造された。
RY-1
3機の乗客16名分の座席を備えた元USAAFのC-87のアメリカ海軍の名称。
RY-2
5機の乗客20名分の座席を備えた元USAAFのC-87。別の15機はキャンセル。
RY-3
PB4Y-2 プライバティアの単垂直尾翼と7フィート延長された胴体を持つC-87。39機が製造され、イギリス空軍輸送軍団第231飛行隊、アメリカ海兵隊と1機がカナダ空軍により使用された。
AT-22
航空機関士訓練用の5機のC-87。後にTB-24Dに改称。
リベレーター C.IX
レンドリース法により供給された26機のRY-3のイギリス空軍での名称。

## 運用
イギリス
- イギリス空軍

 アメリカ合衆国
- アメリカ陸軍航空軍
- アメリカ海軍
- アメリカ海兵隊

 インド
- インド空軍 カーンプルの航空機集積所から回収された2機のC-87で第102偵察飛行中隊が編成された[7]。